# Sant'Elena dei Credenzieri
Sant'Elena dei Credenzieri var en kyrkobyggnad i Rom, helgad åt den heliga Helena. Kyrkan var belägen i rione Sant'Eustachio, vid dagens Via Arenula. ”Credenzieri” syftar på Confraternita dei Credenzieri, betjänternas skrå.

## Kyrkans historia
Det tidigaste omnämnandet av denna kyrka är från år 1186, då påve Urban III i en bulla uppräknar den bland filialerna till församlingskyrkan San Lorenzo in Damaso. Kyrkan skall då ha haft namnet San Niccolò de Mellinis. Denna uppgift har emellertid tillbakavisats av professorn i kristen arkeologi, Carlo Cecchelli. År 1577 förlänades kyrkan åt Confraternita dei Credenzieri, som 1594 lät restaurera den. Under 1700-talets första hälft fick arkitekten Francesco Ferrari i uppdrag att bygga om kyrkan. Fasaden kröntes av en attika med ett triangulärt pediment. Attikan hade en fresk föreställande den heliga Helena med Kristi kors. Interiören hade ett högaltare och två sidoaltaren. Högaltaret hade målningen Den heliga Helena, sannolikt utförd av Cristoforo Roncalli. Målningen över det vänstra sidoaltaret var utförd av Orazio Borgianni och framställde Jungfru Marie himmelsfärd, medan det högra sidoaltarets målning, Den heliga Katarina av Alexandria, var ett verk av Cavalier d'Arpino.
En bevarad inskription berättar om att den heliga Katarinas kapell restaurerades år 1591, då det var fallfärdigt.

ANTIQVISSIMA CAPPELLA

S. CATHERINAE DE IVRE

PATRONATVS DOMVS

CAVALEORVM QVAE CVM

VETVSTATE IAM FERE

ESSET COLLAPSA

TIBERIVS CAVALERIVS

CANONICVS LATERANEN.

AC EIVSDEM CAPPELLAE

POSSESSOR

IN AMPLIOREM LOCVM

ET MELIOREM FORMAM

POSVIT

ET RESTAVRAVIT ANNO

A NATIVITATE DOMINI

MDLXXXXI . D . P . APR.

I samband med den franska ockupationen i slutet av 1700-talet upplöstes betjänternas skrå och kyrkan övertogs av Arciconfraternita di Gesù Nazareno. Kyrkan Sant'Elena dei Credenzieri revs 1888 för anläggandet av Via Arenula och brödraskapet flyttade till Gesù Nazareno all'Argentina, belägen i närheten.

## Bilder

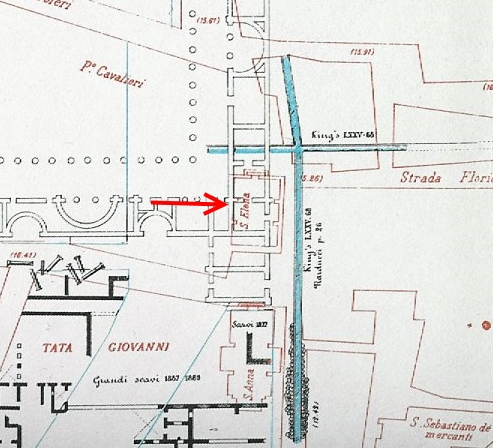
Sant'Elena dei Credenzieri (vid den röda pilen) på Rodolfo Lancianis Rom-karta från 1893–1901.